# داني أودونيل (لاعب كرة قدم)
داني أودونيل (بالإنجليزية: Danny O'Donnell)‏ (10 مارس 1986 في المملكة المتحدة - ) هو لاعب كرة قدم بريطاني في مركز الدفاع. لعب مع ستوكبورت كونتي وشروزبري تاون ونادي كرو ألكساندرا ونادي ليفربول ونادي بارو وBallarat City FC ‏ ونادي ووركينغتون.

## وصلات خارجية
- داني أودونيل على موقع قاعدة بيانات كرة القدم.إي يو (الإنجليزية)
- داني أودونيل على موقع Soccerbase.com (لاعب) (الإنجليزية)